# بنی براک
بنی براک یا بن براق (به عبری: בְּנֵי בְּרַק) شهری است که در دشت ساحلی مدیترانه مرکزی در اسرائیل، درست در شرق تل آویو واقع شده است. مرکز یهودیت حردی، بنی براک مساحتی معادل ۷۰۹ هکتار (۱۷۵۲ هکتار یا ۲٫۷۴ مایل مربع) را پوشش می‌دهد و در سال ۲۰۱۹، ۲۰۴۶۳۹ نفر جمعیت داشت. این شهر یکی از فقیرترین و پرجمعیت‌ترین شهرهای اسرائیل است، و پنجمین شهر پرتراکم جهان است.
مرکز روزنامه مذهبی عبری‌زبان یاتد نیمان در شهر بنی براک قرار دارد.

## تاریخچه
بنی براک نام خود را از شهر باستانی بنی براک در کتاب مقدس گرفته است که در تاناک (یوشع ۱۹:۴۵) در فهرست بلندبالایی از شهرهای مربوط به قبیله دان ذکر شده است. بنی براک به عنوان یک روستای کشاورزی توسط هشت خانواده حسیدی لهستانی که به عنوان بخشی از آلیه چهارم به فلسطین آمده بودند، تأسیس شد. یتزچوک گرستنکورن آنها را رهبری کرد. این در حدود ۴ کیلومتر (۲٫۵ مایل) از سایت بنی براک کتاب مقدس تأسیس شد. بنی براک در اصل موشاو بود و فعالیت اقتصادی اولیه آن کشت مرکبات بود. به دلیل کمبود زمین، بسیاری از بنیانگذاران به مشاغل دیگر روی آوردند و روستا شروع به توسعه شخصیت شهری کرد. آریه موردخای رابینوویچ، خاخام سابق کوروو در لهستان، اولین خاخام بود. جانشین او خاخام یوسف کالیسز، یکی از فرزندان سلسله ورکرها شد. این شهر از همان ابتدا به عنوان یک سکونتگاه مذهبی راه اندازی شد، همان‌طور که از این توصیف پیشگامان مشهود است: "روح آنها با این واقعیت زنده شد که آنها شایستگی آنچه را که پیشینیان خود نداشتند، داشتند. چیزی که به ویژه روح خسته آنها را در صبح‌ها زنده می‌کرد. نزدیک غروب، زمانی که آنها در کلبه مخصوصی که بلافاصله پس از ورود اولین مهاجران ساخته شده بود، برای تفیلا بتزیبور (نماز جمعی) سه بار در روز، برای دف یومی شیور و یک جمارا جمع می‌شدند. شیور و دیگری در میشنایوس و شولچان اورچ.»
در سال ۱۹۲۸، کنیسه بزرگ تکمیل شد و کمیته روستا با ارائه آماری مبنی بر توسعه آن در چهار سال گذشته، افتتاح آن را جشن گرفت. بنی براک با جمعیتی در حدود ۸۰۰ نفر حدود ۲۰۰۰ دونم از جمله حدود ۸۰۰ دونم را که باغ‌های مرکبات بود، پوشش می‌داد. دارای ۱۱۶ خانه، ۳۱ کلبه، ۶ ساختمان عمومی و ۴۸ گاوخانه بود. در تابستان ۱۹۲۹، بنی براک به شبکه برق متصل شد. در سرشماری فلسطین در سال ۱۹۳۱، جمعیت بنی براق ۹۵۶ نفر بود که همگی یهودی در ۲۵۵ خانه بودند. در سال ۱۹۴۰ دارای ۴۵۰۰ ساکن و ۲۵ کارخانه بود. در سال ۱۹۴۸، جمعیت ۹۳۰۰ نفر بود. بنی براک در سال ۱۹۵۰ به مقام شهر دست یافت.

## حضور خاخام
خاخام آوروهوم یشایا کارلیتز (چازون ایش) در روزهای اولیه خود از بلاروس به بنی براک ساکن شد و طرفداران زیادی را به خود جلب کرد. خاخام‌های برجسته ای که در بنی براک زندگی کرده‌اند عبارتند از: خاخام یااکوف لاندو، خاخام الیاهو الیزر دسلر، خاخام یاکوف اسرائیل کانیوسکی ("استیپلر")، خاخام یوسف شلومو کاهانمان (پونوزهر روف)، خاخام الازارچ مناخوم میشل و رابی الازارچ مناخوم مانف و رابی. خاخام آهارون یهودا لیب شتاینمان. خاخام‌های برجسته ای که امروزه در بنی براک زندگی می‌کنند خاخام نیسیم کارلیتز، خاخام شموئل ووسنر و خاخام چاییم کانیوسکی هستند. در اوایل دهه ۱۹۵۰، ویژنیتزر ربه، خاخام چایم هاگرمیر، محله بزرگی را در بنی براک تأسیس کرد که به عنوان یک مرکز سلسله‌ای تحت فرمان پسرش، خاخام موشه یهوشوا هاگر، و در زمان نوه‌هایش، خاخام یسرائیل هاگر و خاخام مناخیم مندل ادامه داد. هاگر.
در آغاز دهه ۱۹۶۰، رباهای خاندان روژین اوکراین (سادیگورا، هوسیاتین، بوهوش) که قبلاً در تل آویو زندگی می‌کردند، به بنی براک نقل مکان کردند. در دهه ۱۹۹۰، آنها توسط ربای مدژیتز دنبال شدند. برخلاف چهار ربه گرر سابق که در اورشلیم زندگی می‌کردند، ربه کنونی تا سال ۲۰۱۲ ساکن بنی براک بود. ربه‌های الکساندر، بیالا-بنی-براک، کویدنوف، ماچنوفکه، نادورنه، پرمیشلان، رادزین، شومر مونیم. سیاه پوستان اسلونیم، استریکوف، چرنوبیل، تریسک-بنی-براک و زوتشکه در بنی براک ساکن هستند. خاخام موشه یهودا لیب لاندو تا زمان مرگش در ۳۰ مارس ۲۰۱۹ خاخام بنی براک بود. او یک مرجع محترم در قانون یهود و نظارت بر کشروت بود. هچشر «راو لاندو» (نظارت کوشر) به‌طور گسترده پذیرفته شده است. خاخام نسیم کارلیتز، خاخام ارشد (آو بیس دین) از جامعه هاردی لیتوانی، ریاست گروهی از دایانیم لیتوانیایی و حسیدی به نام شیریس یسروئل را بر عهده دارد.

## جمعیت‌شناسی
طبق آمار شهرداری بنی براک، این شهر بیش از ۱۸۱۰۰۰ نفر جمعیت دارد که اکثریت آنها یهودیان حردی هستند. این شهر همچنین دارای بیشترین تراکم جمعیت در بین شهرهای اسرائیل است، با 25540/km2 (66100/mill/mill). در انتخابات پارلمانی اسرائیل در سال ۲۰۲۱، ۸۹ درصد از رای‌دهندگان احزاب حردی را انتخاب کردند. Pardes Katz، محله‌ای با حدود ۳۰۰۰۰ نفر جمعیت در شمال بنی براک، تنها محله شهر است که اکثریت ساکنان آن هاردی نیستند.

## شهرداران

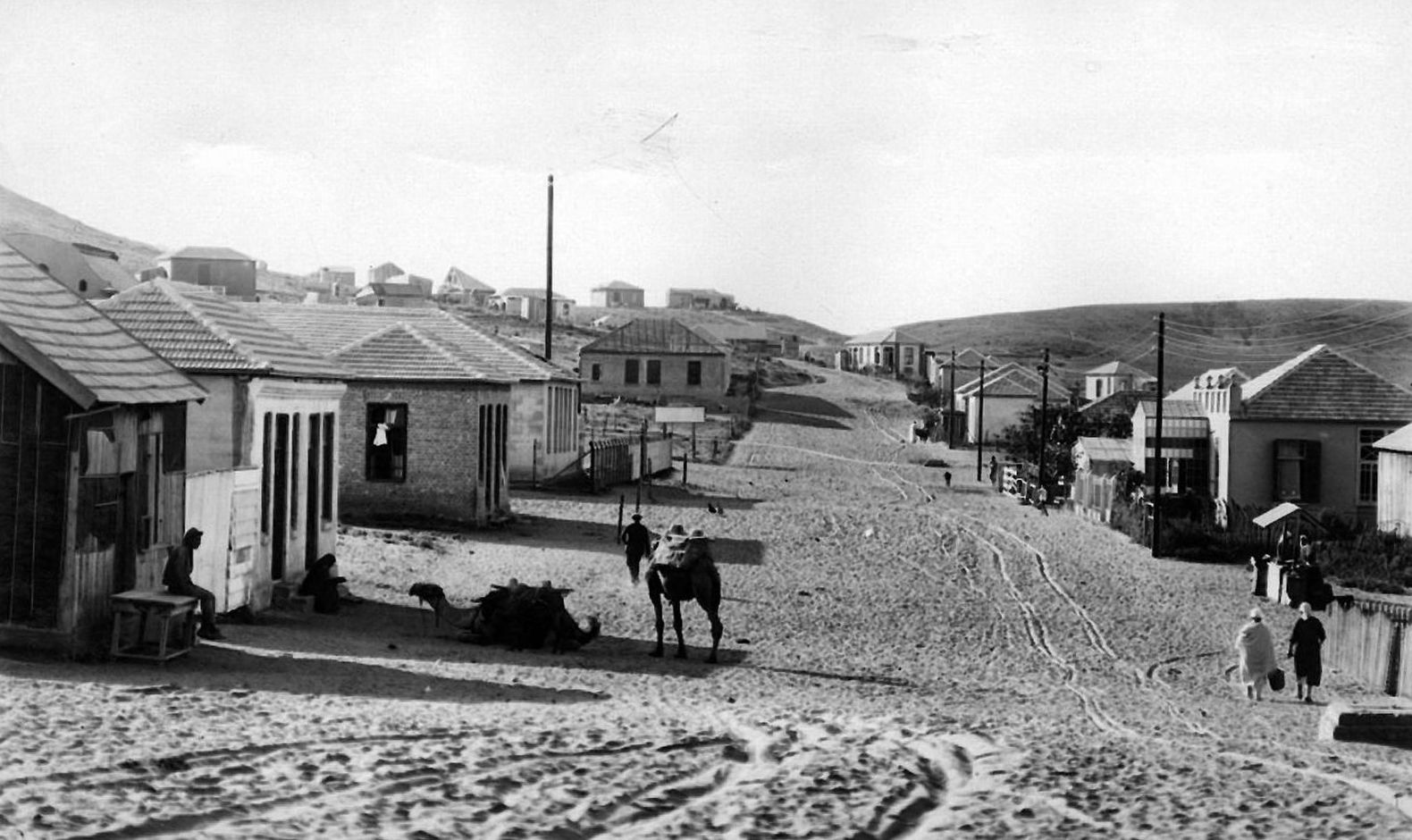
خیابان اصلی بنی براک در سال ۱۹۲۸

- یتسچاک گرستنکورن
- مسابقنور
- روون آهارونویچ
- شیمون سوروکا
- یتسچاک مایر
- شموئل واینبرگ
- موشه ایرنشتاین
- یراخمیل بویر
- مردخای کارلیتز
- یسوچر فرانکنتال
- یاکوف آشر
- هانوخ زایبرت
- آوراهام روبینشتاین

## اقتصاد
کارخانه بطری سازی کوکاکولا اسرائیل در خروجی بزرگراه اصلی به بنی براک.
یکی از نقاط دیدنی بنی براک کارخانه بطری سازی کوکاکولا در خیابان کاهنمان است. این کارخانه متعلق به شرکت بطری سازی مرکزی (CBC) است که از سال ۱۹۶۸ امتیاز اسرائیل را برای محصولات کوکاکولا در اختیار دارد. این کارخانه یکی از کارخانه‌های کوکاکولا است. ده بزرگ‌ترین تأسیسات بطری تک کارخانه در سراسر جهان.
دو کارخانه بزرگ که سال‌ها بر مرکز بنی براک تسلط داشتند، کارخانه سیگار دوبک و کارخانه مواد غذایی اوسم بودند. با رشد شهر، آنها خود را در وسط یک منطقه مسکونی یافتند. هر دو منطقه را ترک کردند. کارخانه اصلی اوسم اکنون در جاده جابوتینسکی در پتاه تیکوا، درست در کنار بنی براک قرار دارد.
در سال ۲۰۱۱ ساخت و ساز در یک منطقه تجاری آغاز شد که شامل ۱۵ برج اداری خواهد بود. تعدادی از برج‌های مرکز تجاری بنی براک از سال ۲۰۲۰ ساخته شده‌اند و ساختمان‌های دیگر تا سال ۲۰۲۱ تکمیل نمی‌شوند.

## فرهنگ و سبک زندگی

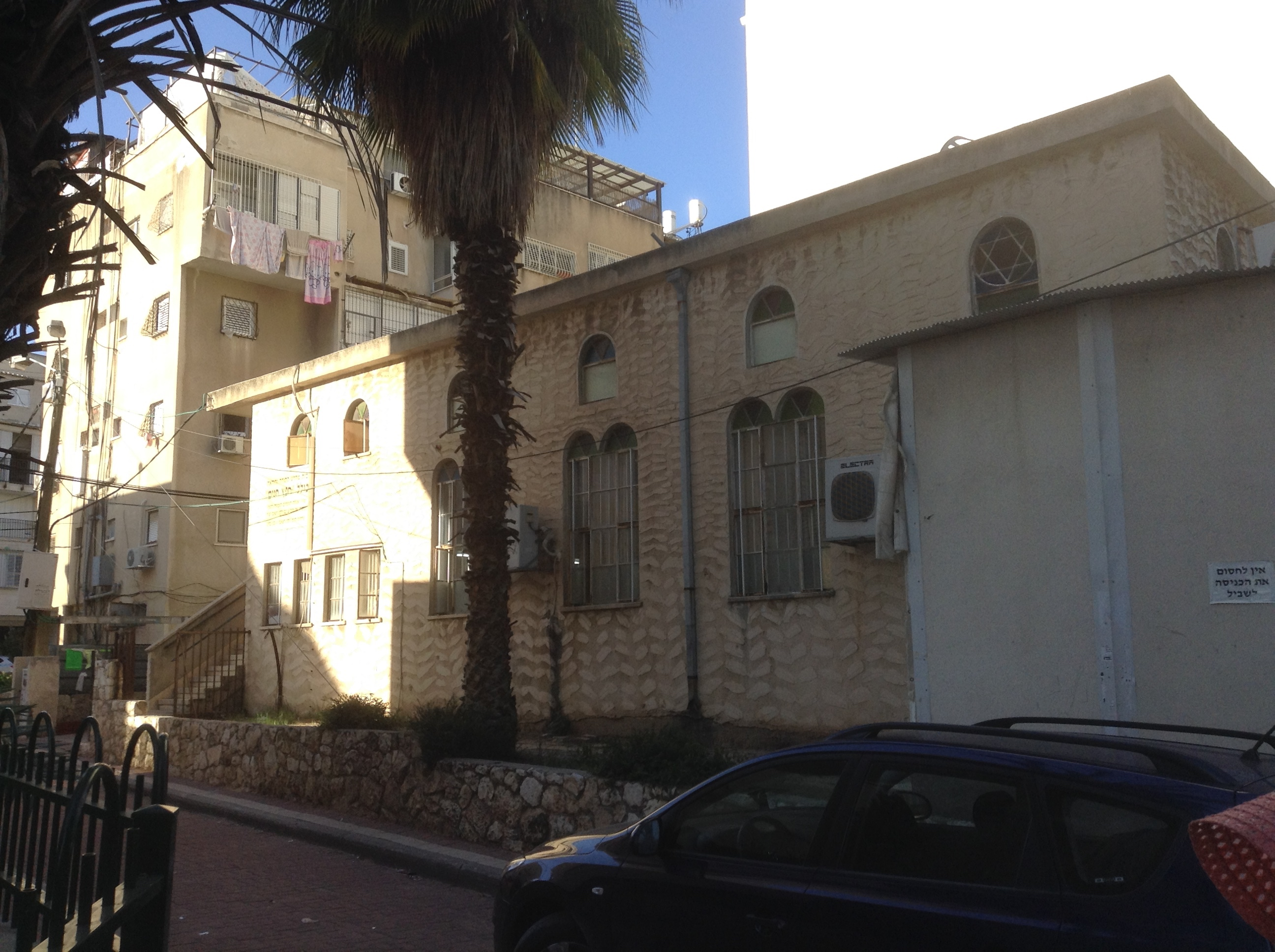
کنیسه ای در بنی براک

تا دهه ۱۹۷۰، شهرداری بنی براک توسط شهرداران مذهبی صهیونیست اداره می‌شد. پس از شکست شهردار گوتلیب از حزب ملی مذهبی، احزنیس اب حردی در جایگاه و نفوذ خود رشد کردند. از آن زمان آنها شهر را اداره می‌کنند. با افزایش جمعیت حردی، تقاضا برای مراسم مذهبی عمومی افزایش یافت و ساکنان بیشتری درخواست کردند که محله‌های خود را به روی تردد وسایل نقلیه در شبات ببندند. در مدت زمان کوتاهی، اکثر ساکنان سکولار و مذهبی صهیونیست بنی براک به جاهای دیگر مهاجرت کردند و شهر تقریباً به‌طور یکسان به حردی تبدیل شد. این شهر دارای یک محله سکولار به نام پردس کاتز است. نام برخی از خیابان‌ها با مفهوم صهیونیستی برای شخصیت‌های برجسته حریدی تغییر یافت، به عنوان مثال، بخشی از خیابان هرتزل در جنوب خیابان جابوتینسکی به خیابان هارو شاخ تغییر یافت. بنی براک یکی از دو شهر فقیر اسرائیل است. خیابانی در بنی براک به نام بنیانگذاران شهر که پدربزرگ دانیل پرل، روزنامه‌نگار کشته شده بود، نامگذاری شد.
بنی براک اولین فروشگاه بزرگ تنها زنان در اسرائیل است که تنها نمونه‌ای از تفکیک جنسیتی در شهری است که به‌عنوان یک شهر فوق ارتدکس شناخته می‌شود. بنی براک خانه یکی از خطوط اتوبوس اصلی تفکیک جنسیتی بود که دادگاه‌های اسرائیل غیرقانونی بودن آن را تشخیص دادند. خطوط اتوبوس مهرین نوعی خط اتوبوس در اسرائیل است که بیشتر در داخل و/یا بین مراکز اصلی جمعیت حریدی حرکت می‌کرد و در آن تفکیک جنسیتی و سایر قوانین سخت مذهبی که توسط برخی یهودیان افراطی ارتدوکس رعایت می‌شد تا سال ۲۰۱۱ اعمال می‌شد. اتوبوس‌ها، مسافران زن در عقب اتوبوس نشسته و در صورت امکان از در عقب اتوبوس وارد و خارج می‌شوند، در حالی که مسافران مرد در قسمت جلو اتوبوس نشسته و از در جلو وارد و خارج می‌شوند. علاوه بر این، «لباس متواضع» اغلب برای زنان مورد نیاز بود، از پخش رادیو یا موسیقی سکولار در اتوبوس اجتناب می‌شد، تبلیغات سانسور می‌شد.
شهرداری بنی براک یک منبع آب جایگزین برای استفاده در تعطیلات شبات و یهودیان راه اندازی کرد. این منبع که نیازی به مداخله یهودیان در روزهای استراحت ندارد، از مشکلات مربوط به یهودیان کار در روز استراحت در شرکت ملی آب مکورت جلوگیری می‌کند. بیشتر خیابان‌ها در شبات و تعطیلات یهودی بسته است.
بنی براک زمانی که در نبرد حذف عکس‌های نامزدهای زن از تبلیغات کمپین لیکود شکست خورد، توجه ملی را به خود جلب کرد. در محله‌های فوق ارتدکس شهر، زنان معمولاً در تبلیغات و بیلبوردها غایب هستند، زیرا تصاویر زنان به عنوان «تحریک‌کننده جنسی» تلقی می‌شوند. نمایندگان شهر ادعا کردند که به آنها دستور داده شده بود که تابلوهایی را که رقبای لیکود مانند میری رگف و گیلا گملیل را نشان می‌دادند، حذف کنند، علیرغم اینکه عکس‌ها آنها را در لباسی متواضع نشان می‌دادند. پلیس احضار شد و به مسئولان شهر اطلاع دادند که تابلوها قابل برداشتن نیستند. مقامات شهر اعتراض کردند که آنها فقط سعی در محافظت از حساسیت‌های ساکنان مذهبی دارند. از سوی دیگر، اورلی ارز-لیخوفسکی، رئیس بخش حقوقی مرکز اقدام مذهبی اسرائیل، گفت که این یک پیروزی برای برابری جنسیتی است: «من بسیار خوشحالم که مقامات لیکود تسلیم نشدند، جنگیدند. شهرداری و پلیسی که برای اولین بار به صحنه آمدند این نشان می‌دهد که این پیام در هر سطحی شروع به نفوذ کرده است که محرومیت زنان غیرقانونی و غیرقابل قبول است. پیشرفت در حال انجام است - حتی در بنی براک، حتی در بخش اولترا ارتدوکس. این یک پیام مهم است.